# Église Saint-Saturnin de Rocles
Pour les articles homonymes, voir Église Saint-Saturnin.
L'église Saint-Saturnin est une église située à Rocles, en France.

## Localisation
L'église est située sur la commune de Rocles, dans le département de l'Allier, en région Auvergne-Rhône-Alpes.

## Description
Église romane presque entièrement reconstruite au XVe siècle.

## Historique
L'édifice est inscrit au titre des monuments historiques par arrêté du 5 janvier 1951.